# Mount Gauss
Mount Gauss ist ein Berg im ostantarktischen Viktorialand. Er ist der nördlichste Gipfel der Kirkwood Range in den Prince Albert Mountains und ragt 5 km nordöstlich des Mount Chetwynd an der Südflanke des Mawson-Gletschers auf. 
Teilnehmer der Discovery-Expedition (1901–1904) unter der Leitung des britischen Polarforschers Robert Falcon Scott entdeckten und benannten ihn. Namensgeber ist der deutsche Mathematiker und Geophysiker Carl Friedrich Gauß (1777–1855). Eine mögliche Verwechslungsgefahr aufgrund der Namensähnlichkeit besteht mit dem antarktischen Vulkan Gaußberg im Kaiser-Wilhelm-II.-Land.